# Pesma za Evroviziju '22
La prima edizione di Pesma za Evroviziju (in cirillico: Песма за Евровизију?) si è svolta dal 3 al 5 marzo 2022 e ha selezionato il rappresentante della Serbia all'Eurovision Song Contest 2022 a Torino.
La vincitrice è stata Konstrakta con In corpore sano.

## Organizzazione
Il 25 maggio 2021 l'emittente Radio-televizija Srbije (RTS) ha confermato la partecipazione della Serbia all'Eurovision Song Contest 2022 annunciando inoltre l'organizzazione, dopo un anno di pausa, della 10ª edizione del festival Beovizija per la selezione del rappresentante nazionale. Nel successivo ottobre, quando l'organizzazione di Beovizija era già in corso, è emerso che a causa di un disguido fra RTS e il produttore del festival Saša Mirković, quest'ultimo aveva portato il format a un'altra emittente non membro dell'Unione europea di radiodiffusione. Pertanto, RTS ha annunciato la creazione di un nuovo programma di selezione, inizialmente chiamato RTS Takmičenje za Pesmu Evrovizije. Agli artisti interessati è stata aperta la possibilità di inviare brani entro il successivo 1º dicembre.
Il programma ha visto 36 artisti sfidarsi per un biglietto per l'Eurovision Song Contest 2022 a Torino; si è articolato in tre spettacoli: due semifinali il 3 e il 4 marzo 2022, e la finale il 5 marzo.

## Partecipanti
RTS ha selezionato 36 partecipanti fra le 150 proposte ricevute. Gli artisti e i relativi brani sono stati annunciati il 14 gennaio 2022. Il 19 gennaio 2022 Stefan Zdravković ha annunciato, attraverso il suo profilo Instagram, il ritiro dalla competizione prima della sua esibizione. Due giorni dopo è stato annunciato che Tijana Dapčević l'avrebbe sostituito. Il successivo 14 febbraio è stato annunciato il ritiro di Goca Tržan per motivi di salute; è stato annunciato che Chegi & Braća Bluz Band l'avrebbero sostituita.
| Artista                              | Titolo                              | Lingua         | Compositori                                                                |
| ------------------------------------ | ----------------------------------- | -------------- | -------------------------------------------------------------------------- |
| Aca Lukas                            | Oskar                               | Serbo          | Saša Nikolić, Mira Mijatović                                               |
| Ana Stanić                           | Ljubav bez dodira                   | Serbo          | Vojislav Dragović, Ana Stanić                                              |
| Angellina                            | Origami                             | Serbo          | Ognjen Jovanov, Marko Kon, Anđela "Angellina" Vujović                      |
| Bane Lalić & MVP                     | Tu gde je ljubav tu ne postoji mrak | Serbo          | Bane Lalić                                                                 |
| Biber                                | Dve godine i šes' dana              | Serbo          | Rastko Aksentijević, Momčilo "Bajaga" Bajagić                              |
| Bojana Mašković                      | Dama                                | Serbo          | Dušan Krsmanović, Alen Duš                                                 |
| Boris Subotić                        | Vrati mi                            | Serbo          | Boris Subotić                                                              |
| Chegi & Braća Bluz Band              | Devojko sa plamenom u očima         | Serbo          | Željko Čeganjac, Stefan Čeganjac, Dušan Čeganjac                           |
| Dušan Svilar                         | Samo ne reci da voliš               | Serbo          | Rastko Aksentijević, Momčilo Bajagić Bajaga                                |
| Euterpa                              | Nedostaješ                          | Serbo          | Boris Krstajić, Vladimir Danilović                                         |
| Gift                                 | Haos                                | Serbo          | Gift, Jovan Matić                                                          |
| Goca Tržan                           | Fitilj                              | Serbo          | Dušan Bačić                                                                |
| Gramophonedzie feat. Maat Bandy      | Počinjem da ludim                   | Serbo          | Marko Milićević, Milana Popović                                            |
| Igor Simić                           | To nisam ja                         | Serbo          | Darko Dimitrov, Vladimir Danilović                                         |
| Ivana Vladović & Jovana Stanimirović | Prijaće ti                          | Serbo          | Ivan Ilić, Nikola Bulatović                                                |
| Ivona                                | Znam                                | Serbo, inglese | Ivona Pantelić                                                             |
| Jelena Pajić                         | Pogledi                             | Serbo          | Marijo Pajić, Đorđe Miljenović                                             |
| Julija                               | Brzina                              | Serbo          | Nenad Ćeranić                                                              |
| Julijana Vincan                      | Istina i laži                       | Serbo          | Linda Persson, Ylva Persson, Vildana Husibegović                           |
| Konstrakta                           | In corpore sano                     | Serbo, latino  | Ana Đurić, Milovan Bošković                                                |
| Lift                                 | Drama                               | Serbo          | Milan "SevdahBaby" Stanković, Lift                                         |
| Marija Mikić                         | Ljubav me inspiriše                 | Serbo          | Vuxa, Miladin Bogosavljević                                                |
| Marija Mirković                      | Požuri, požuri                      | Serbo          | Marija Mirković, Alka Vuica                                                |
| Marko Nikolić                        | Dođi da te volim                    | Serbo          | Marko Nikolić, Nada Bučević                                                |
| Mia                                  | Blanko                              | Serbo          | Aleksandra Milutinović                                                     |
| Naiva                                | Skidam                              | Serbo          | Zoran Babović Babonja, Jelena Živanović                                    |
| Orkestar Aleksandra Sofronijevića    | Anđele moj                          | Serbo          | Aleksandar Sofronijević, Nikola Labović, Mirna Košanin                     |
| Rocher Etno Band                     | Hajde sad nek' svak peva            | Serbo          | Miodrag Klisarić                                                           |
| Sanja Bogosavljević                  | Priđi mi                            | Serbo          | Ilija Antović                                                              |
| Sara Jo                              | Muškarčina                          | Serbo          | Slobodan Veljković Coby                                                    |
| Srđan Lazić                          | Tražim te                           | Serbo          | Srđan Lazić                                                                |
| Stefan Zdravković                    | Ljubi svog čoveka                   | Serbo          | Leontina Vukomanović                                                       |
| Tijana Dapčević                      | Ljubi, ljubi doveka                 | Serbo          | Leontina Vukomanović                                                       |
| Vasco                                | Znaš li                             | Serbo          | Vasilije Čolan Vasco, Ivan Franović, Marko Kon, Anđela "Angellina" Vujović |
| VIS Limunada                         | Pesma ljubavi                       | Serbo, inglese | Miodrag Ninić                                                              |
| Zejna Murkić                         | Nema te                             | Serbo          | Vlado Maraš, Sanja Perić                                                   |
| Zoe Kida                             | Bejbi                               | Serbo          | Ana Radonjić                                                               |
| Zorja                                | Zorja                               | Serbo          | Zorja Pajić, Lazar Pajić                                                   |

## Semifinali

### Prima semifinale
La prima semifinale si è svolta il 3 marzo 2022 presso lo Studio 8 di RTS ed è stata presentata da Dragana Kosjerina, Jovan Radomir, Kristina Radenković e Stefan Popović. L'ordine d'esibizione è stato reso noto il 7 febbraio 2022.
Ad accedere alla finale sono stati Zorja, Ivona, Angellina, Ana Stanić, Aca Lukas, Konstrakta, i Biber, Marija Mikić e i Lift.
| #  | Artista             | Titolo                              | Punteggio | Punteggio | Punteggio | Punteggio | Punteggio | Posizione |
| #  | Artista             | Titolo                              | Giuria    | Giuria    | Televoto  | Televoto  | Totale    | Posizione |
| -- | ------------------- | ----------------------------------- | --------- | --------- | --------- | --------- | --------- | --------- |
| 1  | Sanja Bogosavljević | Priđi mi                            | 9         | 1         | 499       | 0         | 1         | 13        |
| 2  | VIS Limunada        | Pesma ljubavi                       | 0         | 0         | 823       | 0         | 0         | 14        |
| 3  | Zorja               | Zorja                               | 46        | 10        | 5 518     | 12        | 22        | 1         |
| 4  | Bojana Mašković     | Dama                                | 3         | 0         | 338       | 0         | 0         | 14        |
| 5  | Boris Subotić       | Vrati mi                            | 0         | 0         | 1 976     | 5         | 5         | 10        |
| 6  | Ivona               | Znam                                | 19        | 4         | 1 072     | 2         | 6         | 9         |
| 7  | Bane Lalić & MVP    | Tu gde je ljubav tu ne postoji mrak | 5         | 0         | 901       | 0         | 0         | 14        |
| 8  | Angellina           | Origami                             | 21        | 5         | 1 693     | 3         | 8         | 7         |
| 9  | Ana Stanić          | Ljubav bez dodira                   | 32        | 7         | 650       | 0         | 7         | 8         |
| 10 | Julija              | Brzina                              | 0         | 0         | 584       | 0         | 0         | 14        |
| 11 | Aca Lukas           | Oskar                               | 28        | 6         | 2 936     | 6         | 12        | 3         |
| 12 | Konstrakta          | In corpore sano                     | 60        | 12        | 4 750     | 8         | 20        | 2         |
| 13 | Igor Simić          | To nisam ja                         | 0         | 0         | 1 056     | 1         | 1         | 12        |
| 14 | Mia                 | Blanko                              | 8         | 0         | 388       | 0         | 0         | 14        |
| 15 | Jelena Pajić        | Pogledi                             | 9         | 2         | 610       | 0         | 2         | 11        |
| 16 | Biber               | Dve godine i šes' dana              | 40        | 8         | 1 953     | 4         | 12        | 4         |
| 17 | Marija Mikić        | Ljubav me inspiriše                 | 10        | 3         | 4 412     | 7         | 10        | 6         |
| 18 | Lift                | Drama                               | 0         | 0         | 5 020     | 10        | 10        | 5         |

### Seconda semifinale
La seconda semifinale si è svolta il 4 marzo 2022 presso lo Studio 8 di RTS ed è stata presentata da Dragana Kosjerina, Jovan Radomir, Kristina Radenković e Stefan Popović. L'ordine d'esibizione è stato reso noto il 7 febbraio 2022.
Ad accedere alla finale sono stati Zoe Kida, l'Orkestar Aleksandra Sofronijevića, Chegi & Braća Bluz Band, i Gift, Zejna Murkić, Sara Jo, Tijana Dapčević, Gramophonedzie feat. Maat Bandy e i Naiva.
| #  | Artista                              | Titolo                      | Punteggio | Punteggio | Punteggio | Punteggio | Punteggio | Posizione |
| #  | Artista                              | Titolo                      | Giuria    | Giuria    | Televoto  | Televoto  | Totale    | Posizione |
| -- | ------------------------------------ | --------------------------- | --------- | --------- | --------- | --------- | --------- | --------- |
| 1  | Srđan Lazić                          | Tražim te                   | 12        | 3         | 444       | 0         | 3         | 12        |
| 2  | Julijana Vincan                      | Istina i laži               | 2         | 0         | 1 904     | 3         | 3         | 11        |
| 3  | Marko Nikolić                        | Dođi da te volim            | 7         | 0         | 661       | 0         | 0         | 17        |
| 4  | Zoe Kida                             | Bejbi                       | 29        | 6         | 2 018     | 5         | 11        | 3         |
| 5  | Orkestar Aleksandra Sofronijevića    | Anđele moj                  | 12        | 4         | 1 995     | 4         | 8         | 6         |
| 6  | Chegi & Braća Bluz Band              | Devojko sa plamenom u očima | 0         | 0         | 3 727     | 10        | 10        | 4         |
| 7  | Euterpa                              | Nedostaješ                  | 3         | 0         | 1 265     | 1         | 1         | 15        |
| 8  | Dušan Svilar                         | Samo ne reci da voliš       | 26        | 5         | 1 252     | 0         | 5         | 10        |
| 9  | Ivana Vladović & Jovana Stanimirović | Prijaće ti                  | 9         | 1         | 551       | 0         | 1         | 16        |
| 10 | Gift                                 | Haos                        | 54        | 12        | 2 178     | 6         | 18        | 2         |
| 11 | Zejna Murkić                         | Nema te                     | 36        | 8         | 595       | 0         | 8         | 7         |
| 12 | Sara Jo                              | Muškarčina                  | 54        | 10        | 5 615     | 12        | 22        | 1         |
| 13 | Marija Mirković                      | Požuri, požuri              | 11        | 2         | 1 148     | 0         | 2         | 14        |
| 14 | Rocher Etno Band                     | Hajde sad nek' svak peva    | 0         | 0         | 1 771     | 2         | 2         | 13        |
| 15 | Vasco                                | Znaš li                     | 0         | 0         | 899       | 0         | 0         | 17        |
| 16 | Tijana Dapčević                      | Ljubi, ljubi doveka         | 35        | 7         | 940       | 0         | 7         | 9         |
| 17 | Gramophonedzie feat. Maat Bandy      | Počinjem da ludim           | 0         | 0         | 2 482     | 8         | 8         | 5         |
| 18 | Naiva                                | Skidam                      | 0         | 0         | 2 338     | 7         | 7         | 8         |

## Finale
La finale si è svolta il 5 marzo 2022 presso lo Studio 8 di RTS ed è stata presentata da Dragana Kosjerina, Jovan Radomir, Kristina Radenković e Stefan Popović.
Konstrakta è stata proclamata vincitrice trionfando sia nel televoto che nel voto della giuria.
| #  | Artista                           | Titolo                      | Punteggio | Punteggio | Punteggio | Punteggio | Punteggio | Posizione |
| #  | Artista                           | Titolo                      | Giuria    | Giuria    | Televoto  | Televoto  | Totale    | Posizione |
| -- | --------------------------------- | --------------------------- | --------- | --------- | --------- | --------- | --------- | --------- |
| 1  | Naiva                             | Skidam                      | 14        | 0         | 3 204     | 0         | 0         | 15        |
| 2  | Orkestar Aleksandra Sofronijevića | Anđele moj                  | 2         | 0         | 2 829     | 0         | 0         | 15        |
| 3  | Gift                              | Haos                        | 11        | 0         | 3 208     | 1         | 1         | 13        |
| 4  | Zejna Murkić                      | Nema te                     | 15        | 1         | 846       | 0         | 1         | 14        |
| 5  | Tijana Dapčević                   | Ljubi, ljubi doveka         | 17        | 4         | 1 228     | 0         | 4         | 11        |
| 6  | Lift                              | Drama                       | 1         | 0         | 6 947     | 6         | 6         | 7         |
| 7  | Gramophonedzie feat. Maat Bandy   | Počinjem da ludim           | 10        | 0         | 2 444     | 0         | 0         | 15        |
| 8  | Zorja                             | Zorja                       | 31        | 8         | 16 875    | 8         | 16        | 3         |
| 9  | Aca Lukas                         | Oskar                       | 6         | 0         | 11 018    | 7         | 7         | 5         |
| 10 | Zoe Kida                          | Bejbi                       | 20        | 5         | 4 030     | 2         | 7         | 6         |
| 11 | Sara Jo                           | Muškarčina                  | 46        | 10        | 21 253    | 10        | 20        | 2         |
| 12 | Ana Stanić                        | Ljubav bez dodira           | 20        | 6         | 1 098     | 0         | 6         | 9         |
| 13 | Biber                             | Dve godine i šes' dana      | 1         | 0         | 3 130     | 0         | 0         | 15        |
| 14 | Angellina                         | Origami                     | 20        | 7         | 5 273     | 3         | 10        | 4         |
| 15 | Chegi & Braća Bluz Band           | Devojko sa plamenom u očima | 0         | 0         | 6 145     | 5         | 5         | 10        |
| 16 | Ivona                             | Znam                        | 15        | 3         | 2 169     | 0         | 3         | 12        |
| 17 | Marija Mikić                      | Ljubav me inspiriše         | 15        | 2         | 5 683     | 4         | 6         | 8         |
| 18 | Konstrakta                        | In corpore sano             | 46        | 12        | 44 459    | 12        | 24        | 1         |

## Ascolti
| Puntata    | Messa in onda | Telespettatori | Note   |
| ---------- | ------------- | -------------- | ------ |
| Semifinali | 3 marzo 2022  | 1 400 000      | [ 10 ] |
| Semifinali | 4 marzo 2022  | 1 600 000      | [ 11 ] |
| Finale     | 5 marzo 2022  | 1 500 000      | [ 12 ] |
| Media      | Media         | 1 500 000      |        |